# Кессених-Графемус, Луиза
Кессених-Графемус Луиза (1786 — 30 октября 1852) — женщина-офицер, участница войны с Наполеоном 1813—1815 годов, прусский уланский вахмистр. С 1817 года проживала в Санкт-Петербурге и занималась частной предпринимательской деятельностью.

## Биография

### Ранние годы жизни и военная карьера
Луиза родилась в 1786 году. Предположительно, в городе Ханау, в Пруссии. Точное происхождение её неизвестно, согласно семейной легенде её предками были французские гугеноты, бежавшие в Германию после Варфоломеевской ночи. Также существует версия, что она родилась в еврейской семье и позже приняла христианство. Предположительно девичья фамилия - Мануэ, могла быть и её фамилией по первому мужу.
Вскоре она вышла замуж за человека по фамилии Графемус (Grafemus), который служил подмастерьем в ювелирной мастерской. История не сохранила имени мужа Луизы, но судя по фамилии, он был лютеранином — многие лютеране Германии со времён реформации носили латинизированные фамилии. Луиза жила с мужем в городе Фульда.
В 1806 году в семье Графемус родилась дочь, а в 1808 году — сын.
Вскоре после рождения сына муж Луизы, горячий немецкий патриот, стремясь бороться за независимость своей страны, оставил семью и в 1809 году уехал в Россию, где вступил добровольцем в русский уланский полк. Когда русская армия, преследуя войска Наполеона, в 1813 году вступила на территорию Пруссии, Луиза решает, оставив детей на попечении родственников, записаться добровольцем в прусскую армию, чтобы отыскать и встретить своего мужа.
Луиза решила вступить в армию и стать уланом, как и её муж, но одного такого желания для добровольца было недостаточно, так как доброволец должен был явиться в полк полностью обмундированным и вооружённым. Многих добровольцев вооружали города и общины, другие покупали мундиры и оружие за свои средства. И если вооружить и одеть пехотинца стоило относительно дешёво, то для кавалеристов это были очень значительные суммы по тем временам.

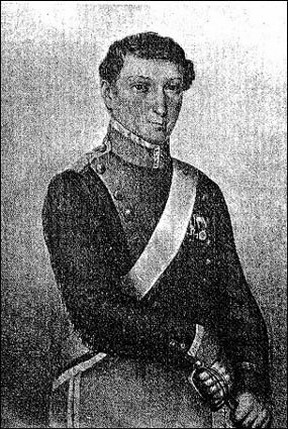
Портрет Луизы Кессених в Уланском мундире. Гравюра 1820 г.

В поисках покровителей, которые могут финансировать покупку коня, вооружения и обмундирования, Луиза обратилась к принцессе Марии Анне, жене прусского принца Вильгельма.
Эта романтическая просьба возымела действие: принц и принцесса выдали Луизе необходимые средства. Луиза Графемус вступила добровольцем во 2-й Кенигсбергский уланский ополченский полк, которым командовандовал майор Герман. Луиза была не единственной женщиной, скрывшей свой пол и ушедшей на войну, воевавшей бок о бок с мужчинами — истории известны 22 немецкие женщины, героини войны 1813—1815 годов.
В начале 1814 года прусская армия двинулась к столице Франции. Полк, в котором служила Графемус, двигался к французской столице через Голландию. Во время этого похода Луиза Графемус захватила в плен офицера и шесть солдат противника. За этот подвиг она была награждена Железным крестом. Луиза вместе со своим полком совершала победный марш по Франции и направлялась к Парижу. Когда 29 марта 1814 года союзные войска вступили в Париж, в строю проходившего мимо русского уланского полка Луиза неожиданно увидела своего мужа. Огромное чувство радости и счастья охватили Луизу, но большим было также удивление окружающих солдат, наблюдавших, как прусский улан, рыдая, обнимает и целует русского улана посреди парижской улицы. Объятия и поцелуи уланов выходили далеко за рамки дружеских чувств и союзнических отношений. И когда всё выяснилось, то неожиданно встретившихся после долгой разлуки супругов приветствовало громовое «ура!».
На следующий день во время кровопролитного сражения у высот Монмартра муж Луизы, вахмистр русского уланского полка Графемус, был убит картечью. Можно представить себе отчаяние и горе, которые охватили молодую женщину, проделавшую тяжелейший поход, чтобы найти своего мужа, и тут же потерявшую его на следующий день навсегда.
После окончания антинаполеоновской кампании Луизе, как участнице боевых действий, была назначена пенсия, начиная с марта 1816 года.
Первый раз Луиза получила пенсию в августе 1816 года сразу за несколько предыдущих месяцев. Размер пенсии, которая полагалась Луизе, составлял 2 талера в месяц. Это была обычная пенсия для солдат и нижних чинов прусской армии. Но такая пенсия обидела Луизу, так как она считала себя одной из героинь войны 1813—1815 годов, и назначение обычной солдатской пенсии задевало её честолюбие. На 2 талера в месяц можно было вести очень скромную жизнь, с трудом сводя концы с концами.
Все попытки Луизы добиться увеличения прусской пенсии закончились неудачей, но тут выяснилось, что она может также ходатайствовать о назначении пенсии в России за погибшего на русской службе мужа — вахмистра Графемуса. В конце марта 1817 года Луиза получила последний раз пенсию в Пруссии, оформила в дальнейшем перевод пенсии в Россию и выехала в Петербург. Неизвестно, с кем остались её дети в Пруссии, жили они в Берлине или в Фульде. Судьба сложилась так, что Луиза больше не возвратилась в Пруссию и до конца жизни прожила в России.

### Жизнь в Санкт-Петербурге

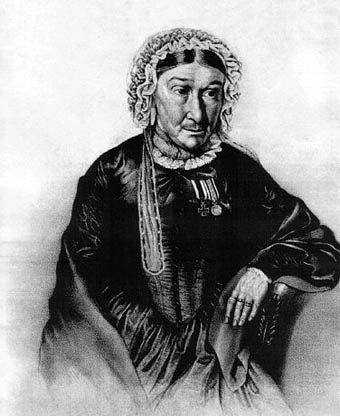
Литография Александра Мюнстера по рисунку Игнатия Щедровского, выполнена в июле 1852 года за несколько месяцев до смерти Луизы Кессених. По замыслу художника, правая рука героини как будто спрятана под полами одежды. На самом деле, кисть правой руки у неё отсутствует.

В Санкт-Петербурге Луиза вышла замуж во второй раз за известного рижского переплетчика, уроженца города Кёльна (Северный Рейн-Вестфалия) немца-лютеранина Иоганна Корнелиуса Кессениха (Kessenich), приобрела жильё в Петербурге в доме напротив Новой Голландии (соврем. № 104), зимой держала популярный танцкласс, широко посещаемый, не раз упомянутый в литературе. Купила трактир «Красный кабачок», который находился на 7-й версте Петергофской дороги, на левом берегу реки Красненькая. Сохранился рассказ-воспоминание юнкера о Красном кабачке и его хозяйке. Он описывал события 1845—1849 годов и был опубликован в 1884 году в журнале «Русская старина»:

…Выступали мы в лагерь, обыкновенно, уже под вечер, так как переход в Петергоф совершался с ночлегом. Первый привал делался у известного Красного кабачка, тогда уже увядавшего, но всё-таки хранившего некоторые следы былой славы. Содержательницей его в то время состояла некая госпожа Кессених, гнусной наружности старуха, в юных летах служившая, как говорили, в прусских войсках, вроде нашей девицы Дуровой; с той только разницей, что последняя была гусаром, а Кессених — пехотинцем, так по крайней мере свидетельствовал висевший в Красном кабачке портрет ея, снятый в молодых летах, на котором она изображалась в мундире прусского фузилёра, с тесаком через плечо. Бранные подвиги сей героини, кажется, не записаны на скрижалях истории; знаю я лишь, что на старости лет она, покинув меч, возлюбила занятия увеселительными заведениями; в самом Петербурге содержала танцкласс, а на петергофской дороге царила в Красном кабачке.— 
При жизни Луиза говорила: «У меня одно желание — быть похороненной над землей». Говорят, что это желание было исполнено. Среди старожилов Волковского кладбища бытовала легенда о том, что Луиза Кессених действительно была похоронена «над землей» — в подвешенном на цепях цинковом саркофаге. Проверить или опровергнуть этот факт не представляется возможным, так как могила Луизы Кессених не сохранилась.
Не осталось также каких-либо рисунков или фотографий её могилы.

### Память
В 1990—1996 годах секция «Некрополь» Немецкого общества Санкт-Петербурга проводила обследование Волковского лютеранского кладбища с целью составления подробного плана территории кладбища. Были найдены, сфотографированы и описаны более 2000 старых могильных памятников. Также удалось определить наиболее вероятное место захоронения Луизы Кессених, и на этом месте был установлен крест с фотографией её портрета.
Род Луизы Кессених в Санкт-Петербурге не прерывался. Её праправнучкой является знаменитая советская актриса Татьяна Львовна Пилецкая:

Я иногда задумываюсь о генах… Конечно, вряд ли от Луизы Кессених унаследовала я любовь и способность к танцам. Но моя прапрабабка неоднократно, почти мистическим образом, напоминала мне о себе. — Интервью с актрисой Татьяной Пилецкой 